# Stahlhelm (helm)

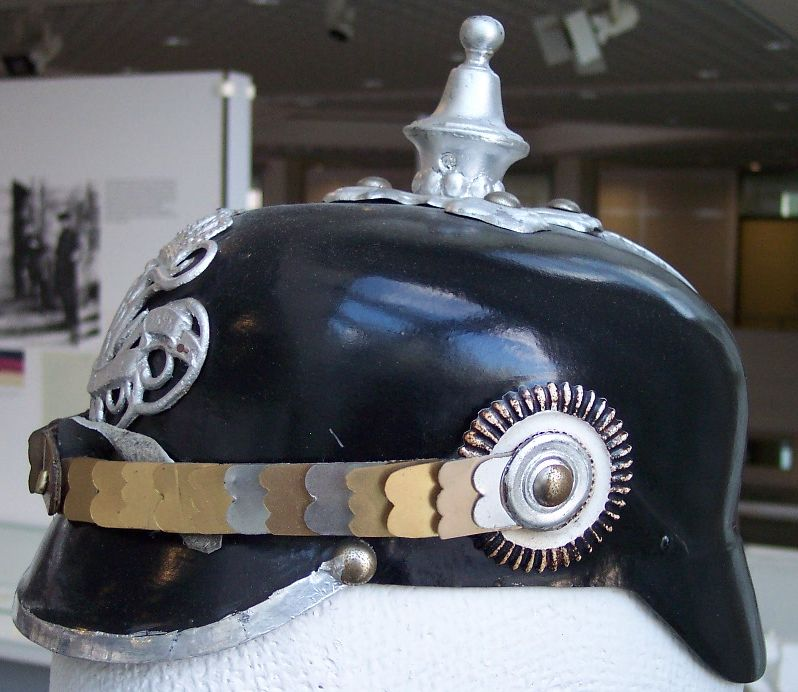
Pruisische "Pickelhaube" (politiemodel)

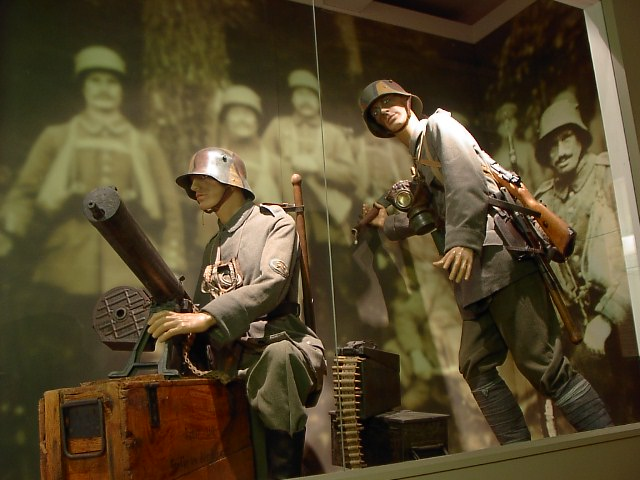
Een Duitse Stahlhelm uit de Eerste Wereldoorlog met camouflage (Memorial Museum Passchendaele 1917, Zonnebeke).

De Stahlhelm is een Duitse stalen legerhelm. Het Duitse woord Stahlhelm betekent simpelweg "stalen helm".

## Eerste Wereldoorlog
In de Eerste Wereldoorlog ontstond behoefte aan goede helmen. Van alle lichaamsdelen is in een moderne oorlog het hoofd van de soldaat het kwetsbaarst. Wanneer soldaten hun hoofd boven de loopgraven uitsteken vormen ze een makkelijk doelwit. De Duitse standaardhelm van 1914, de Pickelhaube, gemaakt van verschillende lagen leer, was naast kwetsbaar ook eerder zichtbaar door een piek op de bovenkant die het de sluipschutters wel erg gemakkelijk maakte. Deze piek was oorspronkelijk ontwikkeld om slagen van sabels af te weren. Behalve door kogels raakten veel soldaten aan het hoofd gewond door granaatscherven. Generaal Hans Gaede drong aan op ontwikkeling van een nieuwe helm en ontwierp er ten slotte zelf een. In 1915 hadden ook de Fransen hun stalen adrianhelm en de Britten hun brodiehelm geïntroduceerd.
Gaedes helm was van staal en bedekte hoofd, voorhoofd en neus. Hij was echter ook erg zwaar. Frederich Schwerd en Dr. August Bier ontwierpen een nieuwe helm die een aantal kenmerken van Gaedes helm meenam. Dit werd de Stahlhelm M1916. De twee helmen op de foto onderaan zijn fraai gecamoufleerd, in het Duits Mimikri-Tarnanstrich. De helm werd in Verdun ingezet en bleek een groot succes. De helm was tegen 1917 de standaardhelm van het Duitse leger geworden.
De helm bestond uit een stalen buitenplaat met een voering erin. Deze werd met drie nagels vastgezet aan de binnenkant. Het was van kardinaal belang dat het hoofd de helm niet raakte, omdat een inslag een deuk kon veroorzaken die de soldaat alsnog verwondde. Ook had de helm een uitsteeksel met ventilatiegat, waarop bovendien nog een extra stalen plaat kon worden bevestigd: de Stirnpanzer. De helm met Stirnpanzer woog 3,7 kg en kon projectielen gelanceerd vanaf 50 meter tegenhouden. Ook bestond een extra pantser voor het lichaam: het Grabenpanzer. Stirn- en Grabenpanzers werden overigens slechts door soldaten gedragen die kwetsbaar waren voor vijandelijk vuur (sluipschutter, wachtpost) en werd daarom alleen in de voorste linies gebruikt. Het grootste pluspunt van de helm was, dat hij de slapen van de soldaat bedekte. Latere ontwerpen lieten de oren vrij zodat het gehoor niet te veel belemmerd werd.

## Interbellum en Tweede Wereldoorlog

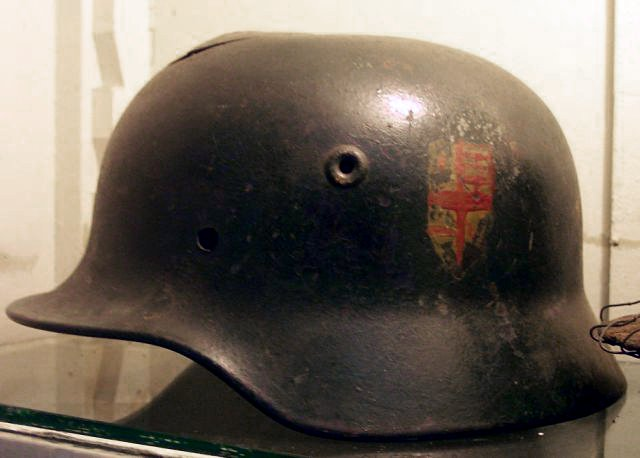
De stereotiepe 'nazihelm': Stahlhelm M1940 uit de Tweede Wereldoorlog zonder de drie splitpennen, deze afgebeelde helm is vermoedelijk zonder binnenwerk, daar dit bevestigd werd met de splitpennen

De aanpassingen in de loop van de decennia zorgden voor verschillende varianten van de Stahlhelm, zoals de Modell 1916, M18, M35, M40 en de M42, er is ook een model M45 geproduceerd, (hetzelfde model als de M42) maar zonder de twee ventilatie gaatjes aan de zijkanten, deze zijn zeer zeldzaam en geliefd bij verzamelaars. Voor de Duitse parachutetroepen werd de "Fallschirmjäger Stahlhelm M38" ontwikkeld.
Vanaf het model M35 was de binnenring met lederen voering gemaakt van aluminium, het model 1931. Deze bleken te kwetsbaar en werden vervangen door goedkopere verzinkte stalen ringen rond 1940. Er was geen sprake van een verstelbare binnenhelmmaat zoals de Amerikaanse M1 helm. De maten van de ringen varieerde van de kleine 52 cm tot de op maat gemaakte 63 cm. De productie van de ringen gebeurde vaak buiten de fabriek waar de stalen buitenhelmen werden geproduceerd. Ondanks de nieuwe voorwaarden op het gebied van productie, comfort en kwaliteit, bleef het ontwerp in grote lijnen van 1916 tot 1945 ongewijzigd.
Toch bleek aan het einde van de Tweede Wereldoorlog dat er een nieuw ontwerp nodig was om het aantal hoofdwonden te reduceren. De zijkanten van de Stahlhelm waren uiterst kwetsbaar door de grote raakvlakken onder een hoek van 85°-90°, wat opnieuw bleek uit het toenemend aantal hoofdverwondingen. De technische ontwikkeling van een nieuw model, dat beter voldeed aan de eisen van het slagveld, resulteerde in de helm MB/II. Deze Stahlhelm werd gekenmerkt door de verandering van de koepel in een heuvel zonder maar één knik. De hoek van de helm was 55°-60° geworden, waarmee de zogenaamde Beschußfestigkeit aanzienlijk vergroot werd. Ook de vormgeving was opmerkelijk. Het "Denkschrift zu einem neuen Stahlhelm" kreeg, ondanks de ballistisch gunstige resultaten van het nieuwe model, om emotionele en psychologische redenen van de Führer in de herfst van 1944 geen goedkeuring. Hitler bleef vanwege de symboolwaarde vasthouden aan het gedateerde Stahlhelmmodel. De helm bleek desondanks toch beter dan zijn Russische, Britse en Franse tegenhangers.

## Na 1945

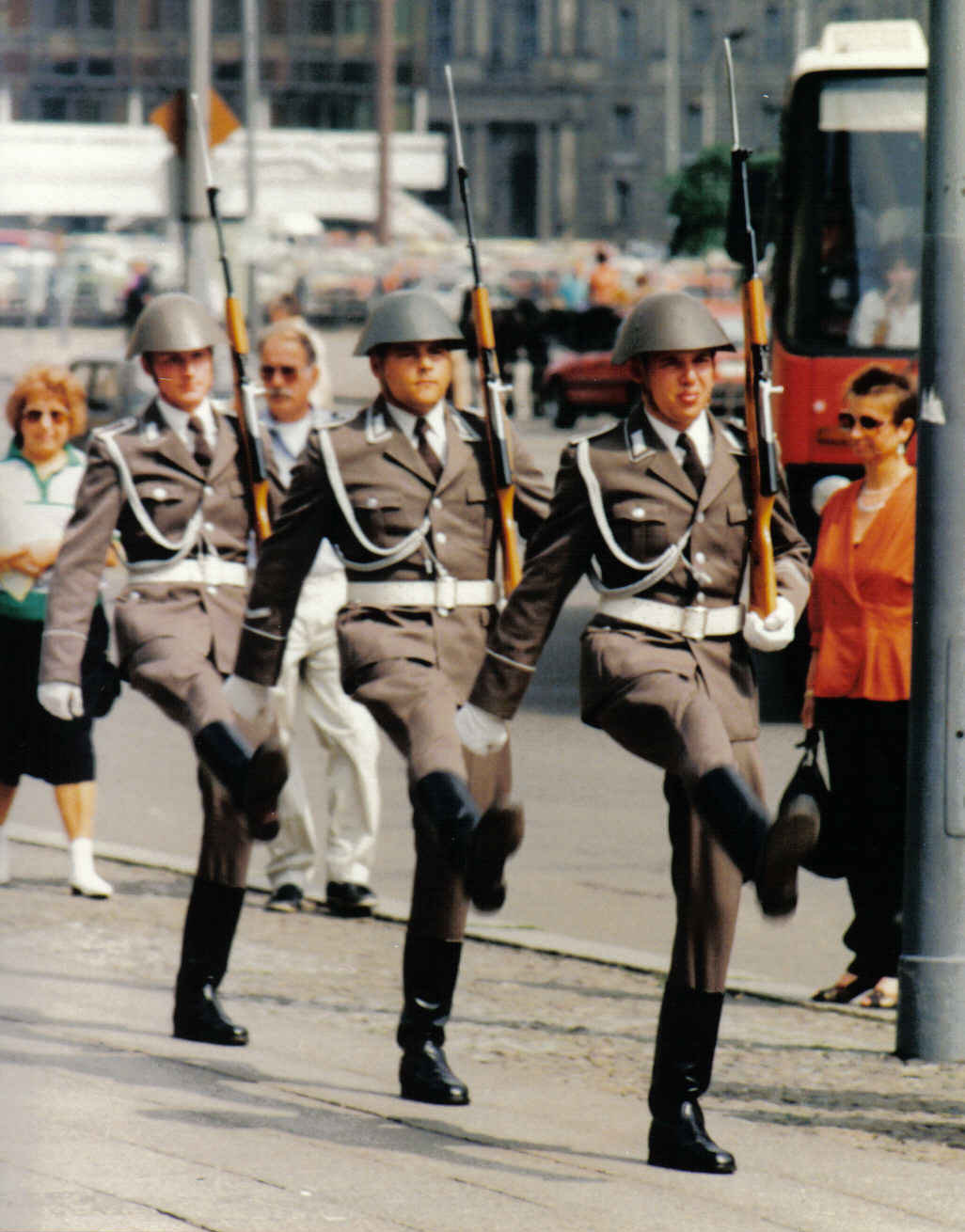
Oost-Duitse NVA soldaten met Stahlhelm model MB/II

De helm roept bij veel mensen negatieve associaties op, aangezien deze door zijn karakteristieke vorm makkelijk te herkennen is als "nazihelm". Deze associatie was ook een van de voornaamste redenen dat de handhaving van het oude model Stahlhelm na 1945 uitgesloten was. Met de oprichting van de Bundeswehr in de Bondsrepubliek (1955) en met die van de Nationale Volksarmee (NVA) in de DDR (1956) werd daarom door de Bundeswehr het Amerikaanse model en door de NVA het Duitse MB/II model helm gekozen. De oude Stahlhelm werd in de Bondsrepubliek nog wel gebruikt voor onder andere de Bundesgrenzschutz en de Bereitschaftspolizei. Voor de brandweer wordt de helm tot op vandaag de dag gebruikt.
Een ander tijdens de jaren vijftig ontwikkeld model, dat teruggreep op de oude Stahlhelm, werd ondanks zijn gunstige testresultaat vanwege zijn "deutsche Aussehen" niet ingevoerd. De beruchte reputatie als 'nazi-helm' was in de jaren vijftig, nog niet zo lang na de oorlog, nog doorslaggevend om daarop gelijkende helmen niet in te voeren. Tegenwoordig is dit niet meer zo, het model van de M92 helm die de Bundeswehr anno 2014 gebruikt herinnert aan de aloude M35 Stahlhelm. De M92 is echter van kunststof gemaakt.
Moderne helmen die qua vorm lijken op het oude Stahlhelmmodel worden ook gebruikt door onder andere het leger van de Verenigde Staten en de vredesmacht van de Verenigde Naties.